# Magdalena (kommun i Mexiko, Sonora, lat 30,68, long -111,02)
Magdalena är en kommun i Mexiko.   Den ligger i delstaten Sonora, i den nordvästra delen av landet, 1 700 km nordväst om huvudstaden Mexico City.
Följande samhällen finns i Magdalena:
- Magdalena de Kino